# Asasinul regal
Asasinul regal (1996) (titlu original Royal Assassin) este un roman fantasy scris de Robin Hobb, fiind a doua carte din trilogia Farseer.

## Intriga
Bastardul FitzChivalry a supraviețuit otrăvirii puse la cale de Prințul Regal, dar a rămas cu sechele. Decis să nu mai revină la Buckkeep și la regele său, el își schimbă hotărârea după ce o vede într-o viziune pe femeia inimii sale atacată de nemiloșii Pirați ai Corăbiilor Roșii.
Ajuns la Buckkeep, Fitz este prin imediat în ițele intrigillor familiei regale. Cel puțin, iubita lui, Molly, trăiește și a devenit slujnica lui Lady Patience, după ce tatăl ei a murit și a lăsat-o înglodată în datorii. Cei doi își mărturisesc dragostea, dar fericirea lor este de scurtă durată: Fitz află că Regel Shrewd l-a promis fiicei unui duce.
Viitorul rege, Verity, este acaparat de necesitatea de a proteja coasta celor Șase Ducate de Corăbiile Roșii folosindu-și Meșteșugul, dar eșuează lamentabil în a-i acorda atenția cuvenită soției sale. Regele Shrewd suferă de o boală necruțătoare, a cărei durere poate fi îndepărtată doar de droguri care amețesc mintea. Grupuri de neoameni se îndreaptă tot mai des spre castel, fiind vânate de Fitz, la comanda lui Verity. Tânărul își îndeplinește misiunea cu ajutorul unui lup pe care îl salvează și de care devine legat prin intermediul căii interzise a Harului. Regal și slujitorii lui sunt aproape să descopere că Fitz folosește Harul, așa încât tânărul este nevoit să își păzească gândurile, pentru a ascunde unul dintre multele sale secrete. Având atâtea îndatoriri, Fitz are puțin timp pentru Molly, iar aceasta îl anunță în cele din urmă că îl părăsește pentru un altul.
În ciuda durerii pricinuite de pierdere, Fitz își dedică în continuare atenția și loialitatea Regelui și regatului. Pericolele mai mari decât Pirații și neoamenii le reprezintă trădătorii care se află chiar în interiorul curții regale. Pirații devin tot mai îndrăzneți, iar mesajele de ajutor și de alarmă care se pierd pe drum fac din coasta Ducatelor o pradă ușoară. Verity decide să părăsească Buckkeep, încercând să dea de urma legendarilor Străbuni. Mulți oameni văd în asta visul unui nebun, iar Regal capătă astfel libertatea de a complota mai ușor. Puterea lui crește, pe măsură ce cea a bătrânului rege slăbește tot mai mult, odată cu sănătatea care se degradează rapid. Fitz și soția lui Verity pleacă să respingă un atac al Piraților efectuat într-un regat de coastă, iar Regal profită de ocazie pentru a muta: el anunță moartea lui Verity, proclamându-se viitor rege.
Cu ajutorul Meșteșugului pe care nu îl poate stăpâni după voie, Fitz descoperă că Verity trăiește, dar nu poate folosi acest lucru împotriva puterii și influenței crescânde a lui Regal. Împreună cu mentorii săi, Chade și Burrich, el plănuiește să îi ajute să fugă pe Regele Shrewd și pe soția lui Verity, care e însărcinată, îndepărtându-i de amenințarea lui Regal. Regele moare înainte de a fugi, iar Fitz descoperă că boala lui era cauzată de inițiații în Meșteșug aflați în slujba lui Regal. El reușește să își răzbune regele omorându-i pe doi dintre ei, dar este prins și acuzat de regicid și de folosirea Harului. Singura lui șansă de a scăpa este de a se refugia alături de lupul său, folosind Harul, și de a reveni apoi în trupul său mort pe care credinciosul Burrich îl îngroapă la loc sigur.

### Cuprins
| - Prolog - Vis și deșteptare - 1 - Siltbay - 2 - Întoarcerea acasă - 3 - Legături reînnoite - 4 - Încurcături - 5 - Sacrificiul - 6 - Neoamenii - 7 - Întâlniri - 8 - Când se trezește regina - 9 - Apărători și prieteni - 10 - De florile mărului - 11 - Lupi singuratici - 12 - Îndatoriri | - 13 - La vânătoare - 14 - Festivalul Iernii - 15 - Taine - 16 - Corăbiile lui Verity - 17 - Clipe de răgaz - 18 - Străbunii - 19 - Mesaje - 20 - Nenorociri - 21 - Zile negre - 22 - Burrich - 23 - Amenințări - 24 - Neat Bay - 25 - Buckkeep | - 26 - Meșteșugul - 27 - Conspirația - 28 - Trădare și trădători - 29 - Evadați și prizonieri - 30 - Temnița - 31 - Tortura - 32 - Execuția - 33 - Zilele Lupului - Epilog |

## Personaje
- FitzChivalry Farseer - bastardul prințului Chivalry luat sub aripa ocrotitoare a Regelui Shrewd, care îl antrenează pentru a-i deveni asasin
- Ochi Întunecați - "fratele" lui Fitz, un lup loial până la moarte celui cu care e legat prin Har
- Burrich - grăjdarul-șef al prințului Chivalry, are grijă de educația și de viitorul lui Fitz, ca și cum ar fi copilul său
- Chade Fallstar - un alt bastard Farseer, asasin al regelui, cunoscut și sub numele de Omul Însemnat, îl inițiază pe Fitz în tainele acestei meserii. Deseori călătorește deghizat, una dintre cele mai folosite deghizări fiind aceea a bătrânei Lady Thyme.
- Molly - lumânăreasă, se împrietenește din copilărie cu Fitz
- Bufonul - numit și Profetul Alb, este un om ciudat, aparent neserios, angajat ca bufon de Regele Shrewd
- Verity Farseer - al doilea fiu al regelui Shrewd și al reginei Constance. Când fratele său, Chivalry, abdică deoarece află că are un bastard, se vede propulsat în postura de viitor rege.
- Kettricken - prințesă din Regatul Munților, fiica regelui Eyod și, conform tradiției, Sacrificiu pentru poporul său
- Regal Farseer - fiul cel mai mic al regelui Shrewd și al reginei Desire, invidios pe frații săi mai mari,

mereu pus pe intrigi și căutând să trăiască în lux
- Shrewd Farseer - rege Farseer, tatăl lui Chivalry, Verity și Regal. Conduce regatul cu o mână de fier și, deși e viclean și neîndurător, știe să atragă loialitatea celor care îl înconjoară.
- Lady Patience - soția prințului Chivalry, o femeie dificilă, pasionată de plante. Înfuriată inițial de existența unui bastard al soțului ei, îl ia ulterior sub aripa ei, ocupându-se de educația lui
- Galen - Maestru al Meșteșugului, invidios și răutăcios

## Opinii critice
SFF Book Review laudă romanul pentru faptul că are „personaje incredibile, limbaj superb, o intrigă excepțională și plină de suspans și mult mai multă acțiune decât în prima carte”, iar Publishers Weekly completează: „prin descrieri și caracterizări iscusite, Hobb reușește să creeze un regat de basm, dar șocant de real”. Singura problemă găsită de Asimov's Science Fiction Magazine „este că eclipsează toate celelalte romane fantasy”<refname="Critici"/>
Locus observă că „Hobb demonstrează din nou că forța ei stă în crearea de personaje incredibil de complexe”<refname="Critici">ROBIN HOBB - Asasinul regal (2 vol.), ed. Nemira, 2010, coperta a IV-a.</ref>, lucru remarcat și de The Times: „ceea ce fascinează în cărțile [lui Robin Hobb] nu este doar imaginația scânteietoare, ci și felul în care eroii sunt compromiși și manipulați de politică”<refname="Critici"/>. Interzone apreciază de asemenea faptul că „dincolo de fascinantul sistem de magie propus, Hobb izbutește să trateze relațiile intime, iubirea și căsătoria, dintr-un punct de vedere foarte omenesc și adesea plin de umor”, iar Science Fiction Chronicle consideră că „dezvoltarea gradată și revelarea motivațiilor și a lacunelor fiecărui personaj în parte sunt o adevărată lecție de scriitură de calitate, care surprinde prin răsturnări de situații”<refname="Critici"/>.